# Babergh
Babergh este un district ne-metropolitan din Regatul Unit, situat în comitatul Suffolk din regiunea East, Anglia. 

## Orașe din cadrul districtului
- Hadleigh
- Sudbury

## Alte așezări
- Boxford
- Edwardstone
- Groton
- Lindsey
- Milden
- Mill Green
- Priory Green
- Round Maple
- Sherbourne Street

1. ↑   https://ons.maps.arcgis.com/home/item.html?id=a79de233ad254a6d9f76298e666abb2b Lipsește sau este vid: |title= (ajutor)